# No-One but You (Only the Good Die Young)
«No-One but You (Only the Good Die Young)» (traducido al español como "Nadie excepto tú (Sólo los buenos mueren jóvenes)") es una canción de la banda inglesa Queen. Fue escrita por Brian May (aunque no se descarta que los otros dos integrantes participaron en su edición) en dedicatoria a Freddie Mercury, quien murió el 24 de noviembre de 1991 a causa de una bronconeumonia complicada por el SIDA. Esta canción es conocida oficialmente como "La última canción de Queen".
En esta canción, parte de la letra dice "Another Tricky Situation", que se traduce como "Otra difícil situación". Este fragmento hace referencia a la canción It's a Hard Life, escrita por Freddie, en la que dice "This is a tricky situation" (Ésta es una difícil situación). Es una de las canciones favoritas de Roger Taylor y Brian May.
También se hace referencia a las canciones "Party" y "Khashoggi's Ship" cuando se dice "Now the party must be over"; diciendo que los buenos y divertidos momentos de juerga y de desborde como los que se nombran en esas canciones ya han acabado, sin poder volver atrás.
Para el bajista de Queen, John Deacon, esta canción supuso su última aparición con sus compañeros de la banda, ya que tras grabarla se retiró de la vida pública.

## Estructura
La canción empieza con May cantando la primera parte y tocando el piano y la guitarra eléctrica, Taylor la batería y Deacon el bajo. 
En la segunda parte, canta Taylor. En la tercera parte May da una gran nota con su voz de cabeza en acentos como "Window".

## Personal
- Brian May: voz principal y coros, guitarra y piano.
- Roger Taylor: voz principal y coros, batería.
- John Deacon: bajo.